# Ewingita
L'ewingita és un mineral de la classe dels carbonats.

## Característiques
L'ewingita és un carbonat de fórmula química Mg₈Ca₈(UO₂)24(CO₃)30O₄(OH)₁₂(H₂O)138. Va ser aprovada com a espècie vàlida per l'Associació Mineralògica Internacional l'any 2016. Cristal·litza en el sistema tetragonal. Aquest mineral representa un nou tipus d'estructura. Químicament s'assembla a la rabbittita, a la swartzita i a l'albrechtschraufita.

## Formació i jaciments
Va ser descoberta a la mina Plavno, a Jáchymov, a les muntanyes d'Erzgebirge, a la regió de Karlovy Vary (Bohèmia, República Txeca). Es tracta de l'únic indret on ha estat trobada aquesta espècie mineral.